# Dordrecht
Dordrecht es una ciudad y también un municipio de la Holanda Meridional, en los Países Bajos. Cuenta con 118.889 habitantes (según informes del 1 de enero de 2006) y es la cuarta ciudad más poblada de la provincia después de Róterdam, La Haya y Zoetermeer.
Fue fundada en 1008 por Teodorico III y hasta 1200 no se le confirió el título de ciudad, al convertirse en residencia de los Condes de Holanda. Es la ciudad más antigua del país. Durante la Baja Edad Media tuvo gran importancia, en competencia con Brujas. Esto se debió a los beneficios concedidos por los Condes de Holanda, que le facilitaron participar de forma importante en el comercio hanseático, de forma que se establecieron en ella comerciantes ingleses, bálticos y de Aquitania.
Fue en esta ciudad donde en 1572 se proclamó la independencia de las Provincias Unidas y donde en 1618 un sínodo reformado estableció las bases de la Iglesia reformada internacional, de tendencia reformada al redactarse los cánones de Dort en contra de la herejía arminiana pelagiana, al que siguió inmediatamente una persecución religiosa contra los arminianos, que acabó con la ejecución de uno, encarcelamiento o exilio de algunos de ellos. En esta ciudad vivió y murió el pintor Albert Jacob Cuyp, que retrató algunos paisajes de esta ciudad. René Descartes vivió en la ciudad, atraído por la libertad del país.
En la actualidad es un importante centro industrial diversificado (construcción naval, electrónica, productos alimentarios y abonos, química, maquinaria pesada) y un importante puerto fluvial sobre el río Merwede.

## Deportes
FC Dordrecht es el club de fútbol local. Fue fundado en 1883 y compite en la Eerste Divisie, la segunda división neerlandesa. Juega de local en el GN Bouw Stadion de aforo aproximado a los 4000 espectadores.